# Olvid
Olvid es una aplicación de mensajería cifrada instantánea (MI) gratuita y de código abierto francesa. No almacena ni recopila datos personales, como números de teléfono. La función de mensajería instantánea incluye el envío de texto, notas de voz, imágenes, vídeos y otros archivos. La comunicación puede ser individual o grupal. Su funcionamiento es similar a Threema, WhatsApp, Signal y Telegram. La apliación fue creada en 2019 por la empresa francesa del mismo nombre. Una aplicación móvil específica ha sido certificada por la 'Agence nationale de la sécurité des systèmes d'information' (ANSSI) en 2020 y 2021, y la Administración pública francesa recomienda su uso internamente.

## Historia de Olvid
Olvid fue fundada en 2019 por los doctores Thomas Baignères y Matthieu Finiasz, especializados en criptografía, en colaboración con Cédric Sylvestre y Jacques-André Bondy. La start-up recibió el premio «Startup FIC» en el Foro Internacional de Ciberseguridad de Lille en 2020.
La empresa cobra en función de la licencia de su software y del número de cuentas de su versión de pago. No revela sus ingresos, pero inicialmente se financió con una subvención de "French Tech Emergence" de 350.000 euros, concedida por Bpifrance en el concurso i-Lab. Posteriormente, un inversor privado tomó una participación en la empresa. En 2023 la empresa Olvid contaba con 15 empleados. y habría recaudado 1,75 millones de euros.

## Características de Olvid

### Base de datos descentralizada y no recopilación de datos
El modelo de base de datos descentralizada de Olvid la diferencia de otras aplicaciones de mensajería instantánea que utilizan un directorio central para establecer canales seguros. Olvid no recopila datos personales como número de teléfono, nombre o correo electrónico. El riesgo de un ataque informático significativo a la base de datos se reduce gracias a su descentralización. Su fundador, Cédric Sylvestre, afirmó en 2020 que el modelo de ciberseguridad de Olvid era "mucho más fiable que el almacenamiento externo mediante servidores". La arquitectura elimina el riesgo de acceso por puerta trasera.

### Plataforma
La aplicación Olvid está disponible como aplicación móvil en las plataformas Google Play, App Store y App Gallery. También está disponible para los tres sistemas operativos informáticos Windows, MacOS y Linux. También está disponible una versión web de la aplicación.·
En 2022, Olvid, Oodrive (editor de software cuyo negocio principal es la protección de datos confidenciales, SaaS) y Tixeo (empresa francesa especializada en la publicación de software de videoconferencia segura, con sede en Montpellier y oficinas en Madrid y Berlín) unieron sus fuerzas para crear una plataforma francesa alternativa de software en línea de 'gestión de proyectos' y 'plataforma de trabajo colaborativo para los datos más sensibles de la administración pública francesa, sus ministerios franceses y los denominados 'Operadores de importancia vital' (Operateurs d'importance vitale, OIV)..

### Licencias de software
El código fuente de los programas cliente de Olvid es libre y se distribuye bajo la licencia AGPLv3. El código fuente del programa servidor Olvid está bajo software propietario. La empresa Olvid indica que el servidor que garantiza la distribución de mensajes está alojado en Amazon Web Services. Añade que el software de servidor que planea colocar bajo licencia abierta no será la versión utilizada para la red pública sino una versión limitada a unos pocos cientos de cuentas.

### Seguridad, certificación y código abierto
Olvid tendría un alto nivel de seguridad mediante Protocolos criptográficos diseñados específicamente para Olvid. En noviembre de 2023, los expertos en consideran que la fiabilidad aún no está garantizada debido a su uso limitado. La aplicación obtuvo la "Certification de sécurité de premier niveau" (CSPN) por la "Agence nationale de la sécurité des systèmes d'information" (ANSSI), en 2020 pour la versión 0.8.2  du client pour iOS y en 2021 para la versión 0.9.2 para Android.
En 2021, la aplicación que se ejecuta en los teléfonos pasó a ser de código abierto y el código fuente de las aplicaciones cliente para smartphones Android e iOS se publicó en el repositorio GitHub de Olvid.·.

## Utilización por la Administración y el Gobierno de Francia
En 2022, la "Recherche, assistance, intervention, dissuasion" (RAID), unidad de "Policía Nacional Francesa", anunció que llevaba más de un año utilizando Olvid para garantizar las comunicaciones entre todos sus miembros y proteger el anonimato de los agentes de policía.···.
En noviembre de 2023, la Primera Ministra francesa, Élisabeth Borne, solicitó formalmente el despliegue de la aplicación Olvid o Tchap en los teléfonos y ordenadores de los miembros del "Gobierno de la République française" y del gabinete ministerial.·.

## Soberanía digital europea
La soberanía digital europea aparece como estratégica frente al dominio de la tecnología de Estados Unidos en Almacenamiento en la nube, Sistemas de Seguridad Digital, Comunicación por satélites, Navegación geográfica por mapas, Sistemas Operativos, Navegadores, Mensajería Instantánea y Correo Electrónico, entre otros usos, servicios y aplicaciones. 
En Europa (Unión Europea UE y Asociación Europea de Libre Comercio -EFTA) en motores de búsquedas están disponibles los alemanes Ecosia, Good y metaGer, el francés Quant, el holandés Startpage; En servicios de correo electrónico están los alemanes Mailbox, Posteo, Tuta Mail, el suizo Proton Mail, el noruego Runbox; en clientes de mensajería instantánea están las francesas Olvid y Skred, las suizas Threema y TeleGuard y la alemana ginlo Private; en navegadores (como alternativas a chrome, bing o firefox) está el noruego Vivaldi y el sueco Mullvad Browser.